# Варфоломей (Гондаровский)
Архиепи́скоп Варфоломе́й (в миру Никола́й Никола́евич Гондаро́вский; 27 октября 1927, село Нечаевка (ныне Белгородский район, Белгородская область) — 21 марта 1988, Орёл) — епископ Русской православной церкви, архиепископ Орловский и Брянский.

## Биография
Родился 27 октября 1927 года в селе Нечаевка (ныне Яснозоренское сельское поселение, Белгородский район, Белгородская область)
После службы в Советской Армии поступил в Московскую духовную семинарию.
В марте 1954 года, будучи воспитанником семинарии, принял монашество. 18 апреля рукоположён во иеродиакона, а 30 ноября — во иеромонаха.
Поступил в Московскую духовную академию, которую закончил в 1959 году со степенью кандидата богословия. Оставлен профессорским стипендиатом при академии.
С 1959 по 1960 год преподавал в Московской духовной семинарии.
В июне 1960 года Патриархом Алексием возведён в сан игумена и назначен на должность заместителя начальника Русской духовной Миссии в Иерусалиме.
С июня пр сентябрь 1961 года исполнял обязанности начальника Миссии, а в октябре 1961 года назначен её начальником, с возведением в сан архимандрита.
26 мая 1963 года в Феодоровском кафедральном соборе города Ярославля хиротонисан во епископа Угличского, викария Ярославской епархии. Хиротонию совершали: архиепископы: Ярославский и Ростовский Никодим (Ротов), Новосибирский и Барнаульский Кассиан (Ярославский); епископы: Дмитровский Киприан (Зёрнов), Костромской и Галичский Никодим (Руснак), Таллинский и Эстонский Алексий (Ридигер).
29 мая того же года назначен епископом Саратовским и Волгоградским.
В июне 1963 года участвовал в торжествах на Афоне по случаю 1000-летия лавры святого Афанасия Афонского.
С 22 декабря 1964 года — епископ Венский и Австрийский.
С 7 июля 1966 года — епископ Тульский и Белёвский.
С 20 марта 1969 года — епископ Кишинёвский и Молдавский.
С 11 октября 1972 года — епископ Ташкентский и Среднеазиатский.
9 сентября 1973 года возведён в сан архиепископа.
По воспоминаниям Павла Адельгейма:

Мы чаще общались по телефону, когда говорить можно не обо всём. <…> Ему приходилось быть очень сдержанным в общении. О каждом его шаге постоянно доносили уполномоченному. Человек он был чрезвычайно кроткий. В Кафедральном соборе остались сперва два, а затем один священник. Владыка нес седмицу поочерёдно со священником. Сам служил молебен и панихиду, сам отпевал и исповедовал. Торжественных встреч перед богослужением не было. На буднях он служил в священническом облачении и малом омофоре. Сам облачался. При этом всегда был жизнерадостен и доброжелателен <…> К нему я всегда обращался, когда было трудно с уполномоченным и казалось, всё погибло. Он всегда умел найти слова поддержки, а иногда и вступиться перед сильными мира сего. Ему можно было довериться во всём. Такой вопрос даже не вставал. Разумеется, его не интересовали деньги, доходы. Он не был меркантилен, хотя государство отнюдь не поддерживало тогда церковь материально.

С 10 сентября 1987 года — архиепископ Орловский и Брянский.
Скончался 21 марта 1988 года в Орле. Похоронен на центральном Крестительском кладбище Орла в одной ограде с могилой митрополита Орловского и Брянского Палладия (Шерстенникова).

## Сочинения
- Критическое издание греческого текста Нового Завета Нестле и церковно-научное и практическое значение реконструированного им текста Евангелия от Матфея. (кандидатское сочинение).
- Из жизни Русской Духовной Миссии в Иерусалиме // Журнал Московской Патриархии. 1961. — № 4. — С. 29.
- Речь при наречении во епископа Угличского // Журнал Московской Патриархии. 1965. — № 7. — С. 16.
- Представители Русской Православной Церкви на святогорских торжествах // Журнал Московской Патриархии. 1963. — № 10. — С. 11-14
- XIX съезд старокатоликов в Вене // «Stimme der Orthodoxie». 1965. — № 11. — С. 11; № 12. — С. 40-41 (нем. яз.).
- Визит делегации Иерусалимской Православной Церкви // Журнал Московской Патриархии. 1974. — № 11. — С. 14-17.
- Пребывание Архиепископа Карельского и всей Финляндии Павла в СССР // Журнал Московской Патриархии. 1975. — № 10. — С. 17-21
- Интервью корреспонденту АПН в связи с поездкой группы паломников на Афон // Журнал Московской Патриархии. 1976. — № 6. — С. 2-4
- Исторический визит Предстоятеля Русской Церкви на Кипр // Журнал Московской Патриархии. 1979. — № 2. — С. 55-60.